# Sent Pau dei Fònts
Sent Pau dei Fònts és un municipi de França al cantó de Banhòus de Céser. La població el 2021 era de 1.055 habitants